# Andrzej Dobrzyński
Andrzej Jan Dobrzyński (ur. 10 stycznia 1968 w Krakowie) – polski ksiądz katolicki, doktor nauk teologicznych, nauczyciel akademicki w Wyższym Seminarium Duchownym Archidiecezji Krakowskiej oraz w Papieskiej Akademii Teologicznej, od 2007 dyrektor Ośrodka Dokumentacji i Studium Pontyfikatu Jana Pawła II w Rzymie.

## Życiorys
Ukończył liceum ogólnokształcące im. Jana Matejki w Wieliczce. W 1987 wstąpił do Wyższego Seminarium Archidiecezji Krakowskiej, rozpoczynając studia filozoficzno-teologiczne na Papieskiej Akademii Teologicznej w Krakowie. Studia ukończył w 1993, broniąc pracy magisterskiej „Sakramenty inicjacji chrześcijańskiej w traktatach i listach św. Cypriana z Kartaginy” pod kierunkiem ks. prof. Edwarda Stańka. Święcenia kapłańskie przyjął 15 maja 1993 z rąk ks. kard. Franciszka Macharskiego. W latach 1993–1995 pracował jako wikariusz w parafii Najświętszego Serca Pana Jezusa w Nowym Targu i jako katecheta w tamtejszym I Liceum Ogólnokształcącym im. Seweryna Goszczyńskiego.
W 1995 rozpoczął studia licencjacko-doktoranckie na Wydziale Teologicznym Uniwersytetu Nawarry w Pampelunie. W 1997 zdał egzamin licencjacki, broniąc pracy zatytułowanej „Las ideas directrices en la obra teológica del cardenal Yves Congar”. W 1999 uzyskał stopień doktora nauk teologicznych, przedstawiając pracę „La pneumatología en la ecclesiología ecuménica del cardenal Yves Congar”. W czasie pobytu w Hiszpanii pełnił rolę kapelana górników polskich pracujących w regionie Asturia.
W latach 1999–2000 był wikariuszem w parafii St. Georges w Worcester w Anglii.
W latach 2000–2004 pełnił funkcję wychowawcy w Wyższym Seminarium Archidiecezji Krakowskiej, a także rozpoczął pracę wykładowcy na Papieskiej Akademii Teologicznej w Katedrze Ekumenizmu.
W 2004 rozpoczął pracę duszpasterską i posługę spowiednika w Sanktuarium Miłosierdzia Bożego w Krakowie-Łagiewnikach.
W latach 2007–2010 był dyrektorem sekcji studium Ośrodka Dokumentacji i Studium Pontyfikatu Jana Pawła II w Rzymie. Od 2010 roku pełni funkcję dyrektora placówki, w której zajmuje się przede wszystkim organizacją sympozjów naukowych, przygotowaniem publikacji oraz gromadzeniem archiwów.
Od początku posługi kapłańskiej związany z Sanktuarium Królowej Podhala w Ludźmierzu. Współpracował z ks. prałatem Tadeuszem Juhasem (zm. 2014) nad rozwojem i krzewieniem kultu Matki Bożej, przez podejmowanie inicjatyw duszpasterskich i naukowych, m.in. przez rekolekcje, dni skupienia, publikacje książek i artykułów czy sympozja maryjne.
Opracowuje publikacje tekstów źródłowych Karola Wojtyły.
W 2021 odznaczony Złotym Krzyżem Zasługi.
W 2024 został laureatem nagrody Totus Tuus w kategorii „Propagowanie nauczania Świętego Jana Pawła II” .

## Publikacje i opracowania
- W różańcowej szkole Maryi, Kraków-Ludźmierz 2003
- Karol Wojtyła, Rozważania majowe (red. A. Dobrzyński), Kraków 2009
- La notte della luce. Pagine e omelie di Natale (ed. V. Rossi, A. Dobrzyński), Nawarra 2010
- Karol Wojtyła, Odnowa Kościoła i świata. Refleksje soborowe (red. A. Dobrzyński), Kraków – Rzym 2011
- Karol Wojtyła, Ewangelia a sztuka. Rekolekcje dla artystów (red. A. Dobrzyński), Kraków 2011
- Źródła nadziei. Jan Paweł II – mieszkańcom wielickiej ziemi. Nasza wdzięczność i zobowiązanie (redakcja i wprowadzenie A. Dobrzyński, wstęp kardynał Stanisław Dziwisz), Wieliczka 2011
- Wolność religijna sercem ludzkiej wolności (red. A. Dobrzyński), Kraków-Rzym 2011
- La mia croce (ed. V. Rossi, A. Dobrzyński), Nawarra 2012
- Karol Wojtyła, Budować dom na skale. Rekolekcje dla narzeczonych, (red. A. Dobrzyński), Kraków – Rzym 2012
- Jan Paweł II/Benedykt XVI, Nie ustawajcie w tym dobrym dziele. Przemówienia papieskie do Fundacji Jana Pawła II, (red. A. Dobrzyński), Rzym 2012
- Karol Wojtyła, Kościół w tajemnicy odkupienia (opracowanie i wstęp A. Dobrzyński, wprowadzenie prof. Adam Kubiś), Rzym 2012
- Pięknie jest służyć. Dziedzictwo duchowe Jana Pawła II (redakcja i wprowadzenie A. Dobrzyński, wstęp kardynał Stanisław Dziwisz), Rzym 2012
- Christ, Church, Mankind (red. Zdzisław Kijas i A. Dobrzyński, wstęp kardynał Stanisław Ryłko), Nowy Jork 2012
- Jan Paweł II, Benedykt XVI, Poursuivez cette grande œuvre. Discours pontificaux adressés à la *Fondation Jean-Paul II (red. A. Dobrzyński, wstęp Józef Kowalczyk), Rzym 2013
- Jan Paweł II, Bóg się rodzi, moc truchleje..., (opr. A. Dobrzyński, T. Makowska), Rzym 2013
- Jan Paweł II/Benedykt XVI, Non cessate in questa buona opera. Discorsi pontifici alla Fondazione Giovanni Paolo II, (redakcja A. Dobrzyński, słowo wstępne prymas Józef Kowalczyk), Rzym 2013
- Maryja w wierze Kościoła i życiu narodu (red. A. Dobrzyński, A. Mlekodaj), Ludźmierz 2013
- Costruire la casa sulla roccia. Esercizi spirituali per fidanzati, (tłum. V. Nosilia, red. A. Dobrzyński), Angri 2013
- K. Wojtyła, Odnowa Kościoła i świata. Refleksje soborowe, (oprac. A. Dobrzyński), wyd. 2., Rzym 2014
- K. Wojtyła, Il rinnovamento della Chiesa e del mondo. Riflessioni sul Vaticano II: 1962–1966 (red. G. Marengo, A. Dobrzyński), Watykan 2014
- Jan Paweł II, Wyzwanie dla Polski i Europy. Refleksje o bitwie pod Monte Cassino (wybór, opracowanie i wstęp A. Dobrzyński), Rzym 2014